# 나루미정
나루미정(鳴海町)은 아이치현 아이치군에 설치되었던 정이다. 현재의 나고야시 미도리구의 일부에 해당한다.